# Курт Барлебен
Курт Барлебен (нім. Curt Barleben; 28 березня 1909, Ольденбург — 28 січня 1944, Атлантичний океан) — німецький офіцер-підводник, капітан-лейтенант резерву крігсмаріне.

## Біографія
В 1935 році вступив на флот. З вересня 1939 року — командир форпостенбота в 11-й, з квітня 1940 року — в 12-й флотилії форпостенботів. З вересня 1941 по березень 1942 року пройшов курс підводника. З березня 1942 року — 1-й вахтовий офіцер на підводному човні U-553. В липні-вересні пройшов курс командира човна. З 23 вересня 1942 року — командир U-271, на якому здійснив 3 походи (разом 99 днів у морі). 28 січня 1944 року U-271 був потоплений в Північній Атлантиці західніше Ірландії (53°15′ пн. ш. 15°52′ зх. д.) глибинними бомбами американського бомбардувальника «Ліберейтор». Всі 51 члени екіпажу загинули.

## Звання
- Боцман резерву (28 березня 1936)
- Лейтенант-цур-зее резерву (13 серпня 1938)
- Оберлейтенант-цур-зее резерву (1 січня 1941)
- Капітан-лейтенант резерву (1 листопада 1943)

## Нагороди
- Медаль «За вислугу років у Вермахті» 4-го класу (4 роки)
- Залізний хрест 2-го класу (1 грудня 1939)
- Нагрудний знак мінних тральщиків (4 грудня 1940)
- Нагрудний знак підводника (28 червня 1942)